# Yoshimaro Yamashina
Yoshimaro Yamashina (山階 芳麿, Yamashina Yoshimaro), né le 5 juillet 1900 – mort le 28 janvier 1989, est un ornithologue japonais, fondateur de l'Institut d'ornithologie de Yamashina.

## Biographie
Yamashina naît à Kōjimachi, Tokyo, deuxième fils du prince Kikumaro Yamashina. Dès son jeune âge il s'intéresse aux oiseaux qui se trouvent en abondance sur le vaste domaine Yamashina à Tokyo Il reçoit un canard mandarin empaillé comme cadeau pour son 6e anniversaire.
Yamashina fréquente l'école des pairs Gakushuin et sur ordre de l'empereur Meiji intègre l'Armée impériale japonaise. Il est diplômé de la 33e promotion de l'Académie de l'armée impériale japonaise où il s'est spécialisé en artillerie.
En 1920, par révision de la Loi de la maison impériale, il perd son statut de prince impérial et reçoit le titre de pairie (kazoku) de marquis (shishaku) le 20 juillet. Promu au rang de lieutenant, il reçoit également le grand cordon de l'Ordre du Soleil levant le même jour. Cependant, il démissionne de sa commission dans l'armée en 1929 pour poursuivre son intérêt pour la zoologie et entre à l'université impériale de Tokyo, dont il est diplômé en 1931.
En 1932, il fonde l'Institut d'ornithologie de Yamashina dans sa résidence de l'arrondissement de Shibuya à Tokyo, pour héberger son importante collection d'oiseaux, sa bibliothèque d'ornithologie et ses installations de recherche. Il se spécialise dans la recherche sur les espèces aviaires de l'Asie et de l'océan Pacifique et soutient son doctorat sur la cytologie aviaire en collaboration avec l'université de Hokkaido. Il obtient son doctorat dans ce domaine en 1942.
Il consacre ensuite des efforts considérables à la recherche en génétique des chromosomes aviaires et à l'utilisation de l'ADN pour distinguer les espèces.
En 1984, l'Institut d'ornithologie de Yamashina s'installe dans ses locaux actuels d'Abiko dans la préfecture de Chiba.
Yamashina est l'auteur de nombreux articles scientifiques et de plusieurs ouvrages. Il est coauteur du Handlist of the Japanese Birds et auteur de Birds in Japan (1961). En 1981, il décrit une nouvelle  espèce de râle non volant de l'île d'Okinawa. En 1966 lui est décernée la médaille japonaise avec cordon violet et en 1977 le prix Jean Delacour. En 1978, il reçoit l'Ordre de l'Arche d'or du Fonds mondial pour la nature. Parmi les premières descriptions scientifiques de Yamashina figurent le râle d'Okinawa, le troglodyte Daito (en), le zostérops de Rota, le rukia longirostra, le monarque de Tinian et le petit-duc des Palau.

## Publications (sélection)
- The Birds of the Shizuoka Prefecture (1924)
- How to Breed Fancy Birds (1926)
- A natural history of Japanese birds (1933)
- Birds of Japan and their Ecology (1934)
- Handlist of Japanese Birds (1942)
- Bird Calendar (1948)
- Animal Taxonomy based on Cytology (1949)
- Save these birds. The Red Book of Endangered Japanese Birds (1975)
- Birds in Japan: A Field Guide (1982)